# Yasuo Fukuda
Yasuo Fukuda (福田 康夫 Fukuda Yasuo?,  n. 16 iulie 1936, Setagaya, prefectura Tokyo⁠(d), Japonia) a fost al 91-lea prim ministru al Japoniei și președintele Partidului Liberal-Democrat al Japoniei. A fost numit pentru ambele funcții în septembrie 2007, ca urmare a abruptei demisii a fostului deținător al ambelor funcții, Shinzo Abe.